# 에어맨을 쓰러뜨릴 수가 없어
〈에어맨을 쓰러뜨릴 수가 없어〉(エアーマンが倒せない 에아만가 타오세나이[*])는 동인 서클 '테츠쿠즈오키바'(てつくずおきば)의 세라(せら)가 작사·작곡해 인터넷 상에서 공개한 동인 음악이다. 일본어의 조사인 ‘가(が)’를 번역하는 과정에서, 타동사를 자동사로 바꾼 〈에어맨이 쓰러지지 않아〉라는 제목으로도 알려져 있다.

## 개요
게임 '록맨2 Dr.와일리의 수수께끼'에 등장하는 보스 캐릭터 '에어맨'을 테마로 하였다. 에어맨에게 패배하면서도 몇 번이나 재도전하는 내용을 그리고 있다. 가사 내용은 이하와 같이 되어있다.
- 1절 게임 중에 등장하는 고난도 장소인 히트맨 스테이지의 '사라지는 발판 코스'를 공략하지 못하고, 그곳을 쉽게 지나가기 위해 필요한 아이템 '아이템 2호'를 손에 넣으려 하지만, 그 아이템을 얻기 위해 클리어해야 할 에어맨을 이기지 못한다는 내용을 담고 있다.
- 2절 에어맨을 쉽게 쓰러트리기 위해 약점 무기인 '리프 실드'를 얻으러 우드맨에게 가지만, 우드맨조차 쓰러트리지 못한다는 내용을 담고 있다.

## 버전

### 가라오케 버전
최초로 공개된 버전. MIDI 형식으로 1절만 만들어져 있었다가 2007년 5월 26일 니코니코 동화에 업로드 되면서 인기를 끌었고, 다른 유저가 2절을 추가로 만들어 냈다.

### Team.네코 캔 버전
2007년 6월 1일에 공개. 동인 음악팀인 Team.네코 캔이 2절과 함께 락으로 편집해 애니메이션과 함께 유튜브에 업로드 하였다. 1개월 뒤에 니코니코 동화에 업로드되었으며, 4월 20일 기준으로 조회수 199만일 정도로 큰 인기를 끌었다.

### 영문판 Can't Beat Air Man
2007년 12월 24일에 니코니코 동화와 유튜브에서 동시 공개. 재편곡은 Team. 네코 캔.

## 수록곡
코믹 마켓 72회에서 판매를 시작한 Team.네코 캔 버전 에어맨을 쓰러트릴 수 없어의 수록곡이다.

## 다른 앨범에서의 수록
애니메이션 요스가노소라에 사용된 삽입곡인 이어진 인연 앨범에는 가수인 아마모토 쥰카가 부른 에어맨을 쓰러뜨릴 수 없어가 앨범의 보너스 트랙으로 들어가 있다. 이어진 인연은 네코 캔의 싱글 앨범이다.
1. エアーマンが倒せない (에어맨을 쓰러뜨릴 수가 없어)
2. エアーマンが倒せない Acoustic Version (에어맨을 쓰러뜨릴 수가 없어 Acoustic Version)
3. エアーマンが倒せない ~Off Vocal (에어맨을 쓰러뜨릴 수가 없어 Off Vocal)
4. エアーマンが倒せない Acoustic Version ~Off Vocal (에어맨을 쓰러뜨릴 수가 없어 Acoustic Version Off Vocal)

## 같이 보기
- 니코니코 동화
- 유튜브
- 조곡 니코니코 동화